# Tuinvazen van Paleis Soestdijk
De tuinvazen van Paleis Soestdijk is een groep van vier tuinvazen in de tuin voor Paleis Soestdijk aan de Amsterdamsestraatweg 1 in Baarn, die gezamenlijk is aangewezen als rijksmonument.
De twee zandstenen tuinvazen zijn gemaakt rond 1700. Het deksel is bewerkt met diverse soorten bladmotieven, druiven met bovenop een granaatappel. Op de westelijke vaas staan cupido's en bacchanten op en rond een triomfwagen afgebeeld. Op de oostelijke vaas staat de godin Venus op een triomfwagen die getrokken wordt door cupido's. 
De twee onbewerkte, marmeren tuinvazen dateren uit de negentiende eeuw. 

## Waardering
De vazen werden in 2012 ingeschreven in het Monumentenregister, ze zijn "van algemeen belang vanwege:

- de architectuurhistorische waarde als voorbeeld van tuinvazen, waarvan twee nog behorend bij de vroege (formele) aanleg van de buitenplaats alsmede vanwege het materiaalgebruik;

- de ensemble waarden door de functioneel-ruimtelijke samenhang met decoratieve betekenis tussen de verschillende onderdelen van de buitenplaats."